# Mário Campos
Mário Campos este un oraș în Minas Gerais (MG), Brazilia.